# 無漏 (佛教)
無漏，佛教術語，為有漏（Āśrava）的反義詞，意指不會帶來煩惱的事物。具備無漏特性的法，稱為無漏法。

## 概論
漏（Āśrava），意為滲漏、流出，是煩惱的異名，加上否定詞頭a-之後，形成無漏這個名詞。佛教中，將一切法，分為有漏與無漏兩種特性，具備無漏特色的法，稱為無漏法，即是指不會讓人升起貪、恚的法。